# Vānara

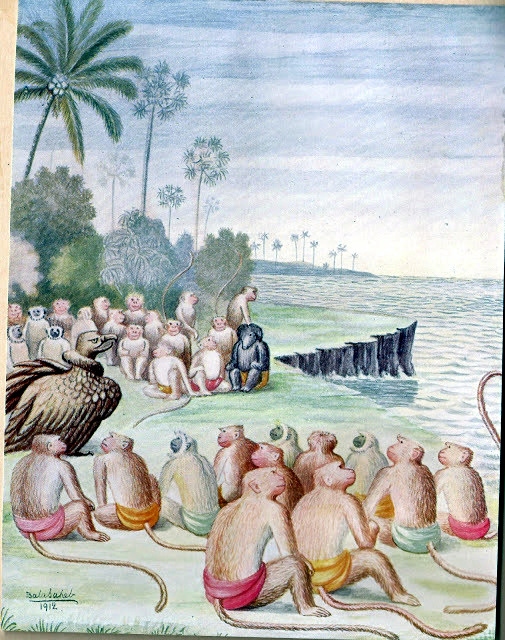
Sampāti incontra i Vānara.

Vanara è una parola sanscrita che significa "con pelo o coda di scimmia"; il nome indica una razza di uomini-scimmia mitologici, naturalmente coraggiosi e curiosi, protagonisti del poema epico indiano Rāmāyaṇa.

## Storia
Secondo il Ramayana, i vanara vivevano principalmente nella regione di Kishkindha, nell'attuale Sud dell'India, dove Rāma li incontrò durante la sua ricerca per Sītā; i vanara, guidati dal loro eroe Hanuman, aiutarono Rama contro Rāvaṇa, re dei rakshasa e rapitore di Sita.
I vanara, per come sono descritti nell'epica, sono divertenti, infantili, leggermente irritanti, importuni, iperattivi, avventurosi, di un'onestà disarmante, leali, coraggiosi, e di buon cuore; sono un po' più bassi di un essere umano e sono coperti da una leggera pelliccia, generalmente marrone.
Il più famoso vanara è Shri Hanuman, leale amico di Shri Rama; altri vanara importanti nell'epica, seppur minori nel culto, sono Sugriva, Vali, Angada